# Conus bandatus
Conus bandatus é uma espécie de gastrópode do gênero Conus, pertencente à família Conidae.